# Michaił Woronkow
Michaił Grigorjewicz Woronkow, ros. Михаил Григорьевич Воронков (ur. 6 grudnia 1921 w Orle, zm. 10 lutego 2014 w Irkucku) – rosyjski chemik, dyrektor Instytutu Chemii organicznej wschodniosyberyjskiego oddziału Akademii Nauk ZSRR w Irkucku, specjalista z chemii nieorganicznej, związków krzemo- i siarko-organicznych.
Od 1938 studiował na Wydziale Chemii Uniwersytetu Leningradzkiego. Żołnierz Wielkiej Wojny Ojczyźnianej (1941-1942), Brał udział w obronie Leningradu. Od 1942 ewakuowany z Leningradu do Swierdłowska, gdzie kontynuował studia.

## Życiorys
Absolwent Wydziału Chemicznego Uralskiego Państwowego Uniwersytetu im. Maksyma Gorkiego  w Swierdłowsku (obecnie Jekaterynburg) w 1942. Pracował: w 1945-1954 w Katedrze Chemii Organicznej na Uniwersytecie Leningradzkim, od 1945-1961 w Instytucie Chemii Krzemianów Akademii Nauk Związku Socjalistycznych Republik Radzieckich, był kierownikiem Pracowni Polimerów Nieorganicznych  (1959-1960), w 1962-1970 w Instytucie Syntezy Organicznej Łotewskiej Akademii Nauk w Rydze, zorganizował pracownię związków organicznych. Od 1947 kandydat nauk chemicznych, od 1961 doktor. W 1966 został członkiem korespondentem Łotewskiej Akademii Nauk, w 1970 członkiem korespondentem Akademii Nauk  ZSRR (Rosji). W 1973-1984 został wiceprezesem filii wschodniosyberyjskiego oddziału Akademii Nauk ZSRR (Rosji) w Irkucku. W 1970-1994 był dyrektorem Instytutu Chemii Organicznej wschodniosyberyjskiego oddziału Akademii Nauk ZSRR w Irkucku i kierownikiem pracowni chemii związków organicznych. Od 1995 był doradcą naukowym Rosyjskiej Akademii Nauk w tym samym Instytucie. Jest konsultantem firm chemicznych, centrów naukowych i instytutów w Rosji, Chinach, Mongolii i Ukrainie. Pełnił funkcję zastępcy redaktora naczelnego czasopisma” Linija Gietierotiechniczeskich Sojedinienij”.
Był autorytetem naukowym z krzemoorganików - biologicznie czynnych związków krzemu na skalę światową. Odkrył nowe związki siarkoorganiczne wielu reakcji, jedną z nich, oddziaływanie siarki z arylchloroalkanesami i alkenami nazwano „reakcją Woronkowa”. Stworzył nową dziedzinę chemii krzemu – bioorganosiliconchemii.
Był autorem, współautorem ponad 2000 publikacji, w języku rosyjskim, angielskim, niemieckim, japońskim w tym 37 książek m.in. ”Kriemnij i żyzń. Biochimija, toksikołogija i farmakołogija sojedinienij kriemnija”, Riga 1978 – pierwszej w świecie monografii na temat biochemii związków krzemu. Był twórcą, współtwórcą 100 patentów, w tym 50 europejskich z chemii i technologii nieorganicznej, biologii, farmakologii. Promotor ponad 30 doktoratów. Uczestniczył przez wiele lat w kontaktach badawczych i wymianie naukowej m.in.  z Instytutem Chemii i Technologii Nieorganicznej Wydziału Chemicznego PG.
Był członkiem korespondentem Łotewskiej Akademii Nauk-od 1966, Akademii Nauk ZSRR (Rosji) – od 1970. Należał do: Towarzystwa Chemicznego im. D. Mendelejewa i Towarzystwa Chemicznego w Japonii. Otrzymał wiele wyróżnień m.in.: Nagrodę Państwową Ukraińskiej Socjalistycznej Republiki Radzieckiej (1982), honorowego chemika ZSRR (1983), Państwową Nagrodę Federacji Rosyjskiej (1997) i wiele odznaczeń, ponad 20 medali wojskowych, państwowych. Honorowy obywatel Irkucka. Doktor honoris causa Politechniki Gdańskiej - 1975.

## Ordery i odznaczenia (wybrane)
- Medal Osiągnięć Gospodarki Narodowej ZSRR
- Medal Akademii Nauk Mongolskiej Republiki Ludowej
- Order Wielkiej Wojny Ojczyźnianej
- Order Za służbę Ojczyźnie